# Salla

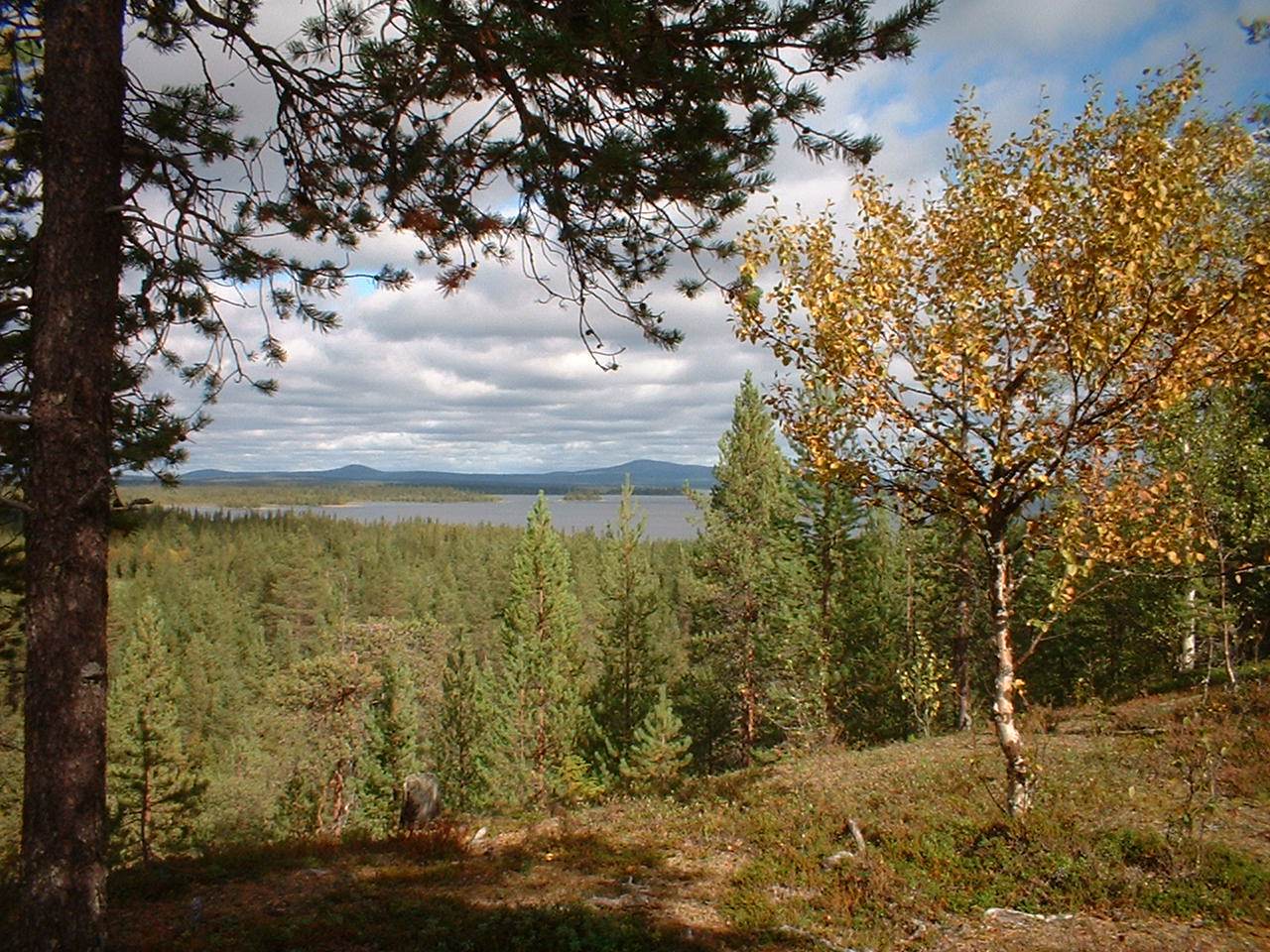
Krajina Sally

Salla (do roku 1936 Kuolajärvi) je obec ve finské provincii Laponsko. Populace obce čítá 4970 obyvatel a její rozloha je 5878 km² (z čehož 134,85 km² připadá na vodní plochy). Hustota zalidnění je 0,8 obyvatel na km².

## Historie
V roce 1939, během zimní války vtrhly u Sally do Finska sovětské jednotky, ale byly zastaveny finskou armádou.
Části obce byly po válce postoupeny SSSR. Toto území se někdy nazývá Vanha Salla (Stará Salla). Během pokračovací války bylo sallské staré město na sovětské straně hranice. Během operace Polární liška byly napadeny sovětské pozice německou armádou. S pomocí finské 6. divize bylo dosaženo okupace všech postoupených území. Po pokračovací válce připadla Stará Salla opět SSSR.

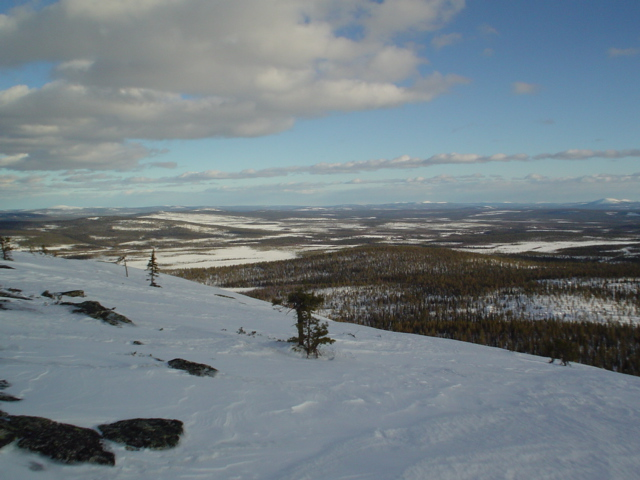
Pohled z Medvědí hory (Karhuntunturi)

V roce 2021 Salla ohlásila kandidaturu na letní olympijské hry v roce 2032, čímž se chce městečko subarktického pásu zapojit do kampaně upozorňující na nečinnost v oblasti současné změny klimatu, která se jej bezprostředně týká.

## Vesnice „Staré Sally“
- Korja
- Kuolajärvi
- Kurtti
- Lampela
- Sallansuu
- Sovajärvi
- Tuutijärvi
- Vuorijärvi